# 羽生田村
羽生田村（はにゅうだむら）は、かつて新潟県南蒲原郡にあった村。

## 沿革
- 1889年（明治22年）4月1日 - 町村制施行に伴い南蒲原郡羽生田村、吉田新田、川船河村、坂田村、千刈新田が合併し、羽生田村が発足。
- 1901年（明治34年）11月1日 - 南蒲原郡田上村、横場村、保明村と合併し、田上村を新設して消滅。